# Сова в центре города
«Сова в центре города» (англ. Downtown Owl) —  художественный фильм режиссёров Лили Рэйб и Хэмиша Линклейтера. В основе сценария фильма одноимённый роман Чака Клостермана 2008 года. Главные роли в фильме исполнили Лили Рэйб, Генри Голдинг, Ванесса Хадженс и Эд Харрис.

## Сюжет
Действие фильма происходит в 1983 году в вымышленном городке Оул, Северная Дакота. В центре сюжета трое связанных между собой жителя — Гораций, старик, проводящий послеобеденное время за воспоминаниями о лучших временах в местной кофейне, Митч, депрессивный запасной защитник из средней школы, и Джулия, учительница английского языка средней школы, недавно переехавшая в Оул, — чьи жизни, а также жизни других жителей городка, меняет снежная буря.

## В ролях
- Лили Рэйб — Джулия
- Эд Харрис — Гораций
- Джек Дилан Грейзер — Митч
- Генри Голдинг
- Ванесса Хадженс — Наоми
- Финн Уиттрок

## Производство
В октябре 2012 года стало известно, что Адам Скотт и Наоми Скотт приобрели права на роман Чака Клостермана «Сова в центре города», который они планируют снимать на студии Gettin Radions.
В апреле 2022 года было объявлено, что Лили Рэйб, Эд Харрис, Ванесса Хадженс, Финн Уиттрок и Джек Дилан Грейзер присоединились к актёрскому составу фильма, а Рэйб выступит также и режиссёром вместе с Хэмишем Линклейтером, который написал сценарий. Дистрибуцией займётся компания Sony Pictures Releasing. Фильм стал частью программы художественного кино Sundance Institute. Также было объявлено, что композитор T Bone Burnett подписал контракт на создание музыки к фильму. На следующий день стало известно, что к актёрскому составу фильма присоединился Генри Голдинг.
Съёмки начались 3 апреля 2022 года в Миннесоте и проходили в Сент-Поле, Индепенденсе, и Элко Нью Маркет и завершились в начале мая.

## Отзывы и оценки
На сайте Rotten Tomatoes фильм имеет рейтинг 47 % основанный на 17 отзывах, со средней оценкой 5.1/10.